# Jingning (Lishui)
Der Autonome Kreis Jingning der She (chinesisch 景宁畲族自治县, Pinyin Jǐngníng Shēzú zìzhìxiàn) ist ein autonomer Kreis der She-Nationalität in der bezirksfreien Stadt Lishui der südchinesischen Provinz Zhejiang. Er hat eine Fläche von 1938 km² und 111.011 Einwohner (Stand: Zensus 2020) Ende 2005 betrug die Einwohnerzahl ca. 177.300.

## Administrative Gliederung
Auf Gemeindeebene setzt sich Jingning aus fünf Großgemeinden und 19 Gemeinden zusammen (2008). Diese sind:
- Großgemeinde Hexi (鹤溪镇), Chinesisch: „Kranich-Bach“, ist der Sitz der Kreisregierung;
- Großgemeinde Bohai (渤海镇);
- Großgemeinde Dongkeng (东坑镇);
- Großgemeinde Shawan (沙湾镇);
- Großgemeinde Yingchuan (英川镇);
- Gemeinde Biaoxi (标溪乡);
- Gemeinde Chencun (陈村乡);
- Gemeinde Chengzhao (澄照乡);
- Gemeinde Dadi (大地乡);
- Gemeinde Daji (大际乡);
- Gemeinde Dajun (大均乡);
- Gemeinde Dashun (大顺乡);
- Gemeinde Geshan (葛山乡);
- Gemeinde Jiadi (家地乡);
- Gemeinde Jingnan (景南乡);
- Gemeinde Jinzhong (金钟乡);
- Gemeinde Luci (鸬鹚乡);
- Gemeinde Maoyang (毛洋乡);
- Gemeinde Meiqi (梅岐乡);
- Gemeinde Qiulu (秋炉乡);
- Gemeinde Waishe (外舍乡);
- Gemeinde Wutong (梧桐乡);
- Gemeinde Yanxi (雁溪乡);
- Gemeinde Zhengkeng (郑坑乡).